# Danh Thắng
Danh Thắng là một xã thuộc huyện Hiệp Hòa, tỉnh Bắc Giang, Việt Nam.

## Địa lý
Xã Danh Thắng nằm ở phía nam huyện Hiệp Hòa, có vị trí địa lý:
- Phía bắc giáp thị trấn Thắng và xã Lương Phong
- Phía đông giáp xã Đoan Bái
- Phía nam giáp thị trấn Bắc Lý
- Phía tây giáp xã Thường Thắng.

Xã Danh Thắng có diện tích 9,27 km², dân số năm 2023 là 10.638 người, mật độ dân số đạt 1.147 người/km².

## Hành chính
Xã Danh Thắng được chia thành 8 thôn.

## Lịch sử
Tháng 2 năm 1946, thành lập xã Hiệp Thắng trên cơ sở xã Thường Thắng và xã Danh Thắng.
Tháng 10 năm 1954, chia xã Hiệp Thắng thành xã Chiến Thắng và xã Thắng Lợi.
Năm 1971, đổi tên xã Thắng Lợi thành xã Danh Thắng.